# Křižanovice (district de Chrudim)
Pour les articles homonymes, voir Křižanovice.
Křižanovice  (en allemand : Krischnowitz) est une commune du district de Chrudim, dans la région de Pardubice, en République tchèque. Sa population s'élevait à 124 habitants en 2022.

## Géographie
Křižanovice se trouve à 11 km au sud-sud-ouest de Chrudim, à 20 km au sud de Pardubice et à 98 km à l'est-sud-est de Prague.
La commune est limitée par Licibořice au nord et au nord-est, par České Lhotice à l'est et au sud, par Libkov au sud, et par Liboměřice à l'ouest.

## Histoire
La première mention écrite du village date de 1329.

## Galerie

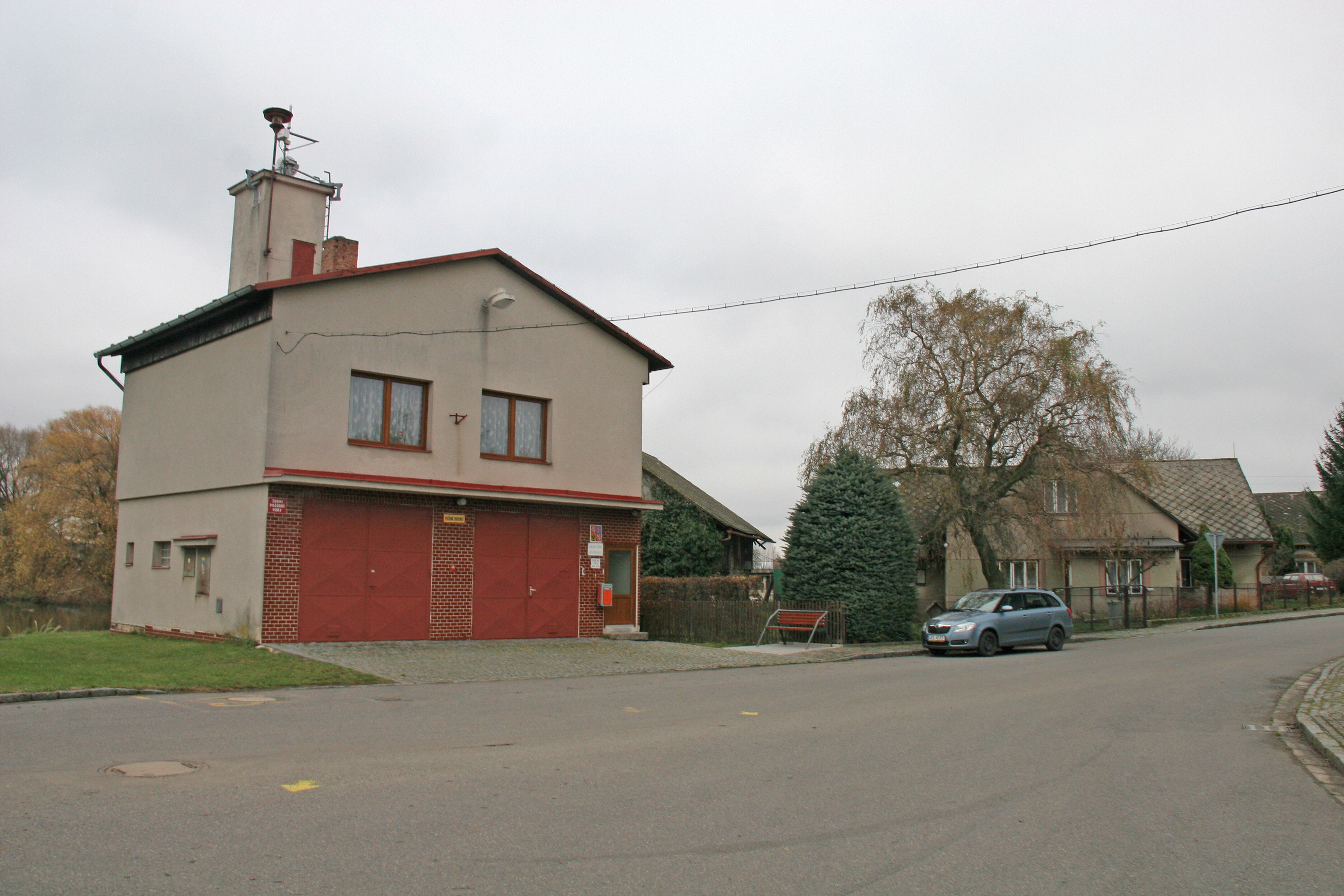
Křižanovice : la mairie.
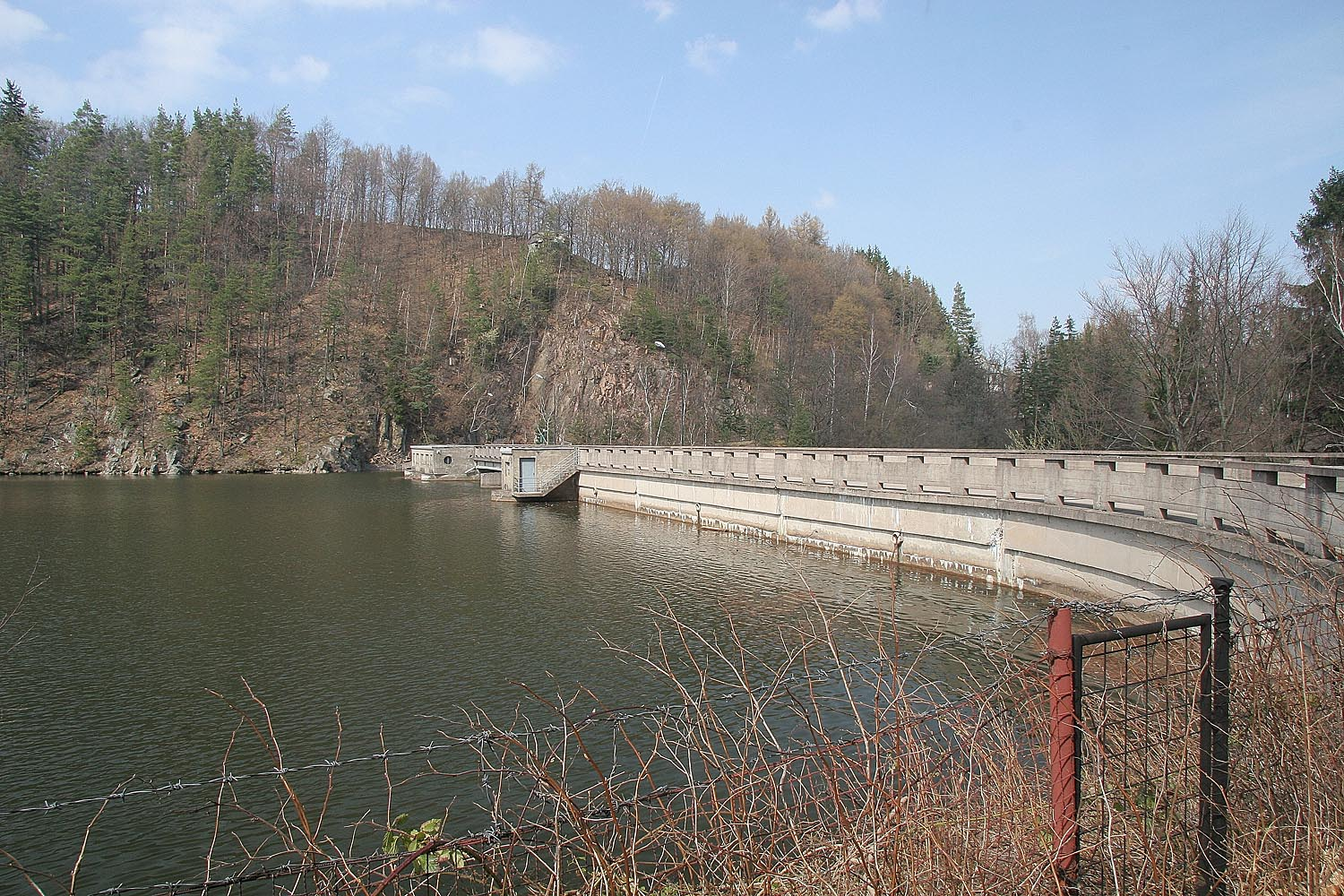
Réservoir de Křižanovice.

## Transports
Par la route, Křižanovice se trouve à 5 km de Nasavrky, à 14 km de Chrudim, à 25 km de Pardubice et à 124 km de Prague. 